# Sundwarda efulgida
Sundwarda efulgida là một loài bướm đêm trong họ Noctuidae.